# Gaisberg
Le Gaisberg est un sommet des Alpes, à 1 287 m d'altitude, dans le massif du Salzkammergut, en Autriche (land de Salzbourg). C'est l'une des montagnes emblématiques entourant la ville de Salzbourg et un lieu d'excursion fort apprécié.
La montagne s'élève à l'est de Salzbourg, limitant le bassin de la Salzach ; son sommet offre un large point de vue sur la ville et les Alpes de Berchtesgaden à l'ouest. Vers l'est et le sud, le massif atteint les communes de Koppl et d'Elsbethen.
Un ancien chemin de fer à crémaillère au sommet (Gaisbergbahn), ouvert en 1887, a été remplacé par une route pour véhicules à moteur en 1929 où la course de côte du Gaisberg a eu lieu jusqu'en 1969. De nombreux sentiers de randonnée se trouvent à proximité.
Le Gaisberg était le point de départ du Red Bull X-Alps en 2009 et en 2011.